# Riposte
Als Riposte bezeichnet man einen unmittelbaren Gegenangriff aus dem erfolgreichen Parieren heraus. Die Technik der Riposte verbindet das Aufnehmen der ankommenden Attacke unmittelbar mit dem Konter, der eine angriffsbedingte Lücke der gegnerischen Abwehr ausnutzt.

## Verwendung
Der Begriff stammt aus der französischen Sprache und bezeichnet dort auch eine schlagfertige Antwort. Die Bezeichnung im Sinne des Nahkampfmanövers wird vor allem beim Fechten und in der Kampfkunst verwendet, im letzteren Fall meist dann, wenn Abwehr und Gegenangriff mit derselben Extremität (Arm, Bein) ausgeführt werden.